# 마르틴 노트
마르틴 노트(Martin Noth, 1902년 8월 3일 ~ 1968년 5월 30일)는 구약성경을 전문으로 연구한 독일의 성서학자이다. 그는 가나안 정착 직후 이스라엘 부족들이 후기 그리스와 이탈리아의 암픽티오니 연맹과 유사하게 중앙 성소를 중심으로 조직된 12지파 집단이었다는 가설을 주장했다. 게르하르트 폰 라트와 함께 성경 텍스트 형성에서 구전의 역할을 강조하며 성서학의 전통-역사적 접근 방식을 개척했다. 전통비평에서 중요하게 다뤄진다.

## 생애
노트는 작센 왕국의 드레스덴에서 태어나 에를랑겐-뉘른베르크 대학교, 로스토크 대학교, 라이프치히 대학교에서 공부했고, 그라이프스발트와 쾨니히스베르크에서 가르쳤다.
1939년부터 1941년까지, 그리고 1943년부터 1945년까지 노트는 제2차 세계 대전 중 독일군으로 복무했다. 전쟁 후 본 대학교, 괴팅겐 대학교, 튀빙겐 대학교, 함부르크 대학교, 바젤 대학교에서 가르쳤다. 1968년에 이스라엘 네게브 사막에서 탐사 중 사망했다.

## 영향
노트는 《이스라엘 12지파 체계》(1930년)로 처음으로 폭넓은 주목을 받았다. 이 책에서 그는 여호수아기에 묘사된 세겜의 언약 집회 이전에 열두 지파는 존재하지 않았다고 주장했다.
《오경 전승사》(1948년)는 모세오경 또는 토라의 구성에 대한 새로운 모델을 제시했다. 노트는 당시 지배적이었던 문서가설 모델을 보완하여 모세오경을 몇 가지 핵심적인 역사적 경험을 중심으로 축적된 전통 자료의 덩어리로 보았다. 그는 이러한 경험을 "이집트 탈출 안내", "경작 가능한 땅으로의 안내", "족장들에 대한 약속", "광야에서의 안내", "시내산에서의 계시"로 식별했으며, 이야기의 세부 사항은 주제적 윤곽을 채우는 역할을 했다. 이후 로버트 폴진은 그의 주요 결론 중 일부가 그가 제안한 규칙의 자의적이거나 일관되지 않은 사용과 일치함을 보여주었다.
그보다 훨씬 혁명적이고 영향력이 있었으며 현대 학문의 초점을 완전히 재정립한 것은 《신명기 역사서》였다. 이 책에서 노트는 여호수아기부터 열왕기까지의 책들에 대한 여러 신명기 역사가의 재편집에 대한 이전 이론이 사실을 설명하지 못한다고 주장하며, 대신 그 책들이 7세기 후반에 활동한 단일 저자의 작품인 통일된 "신명기 역사서"를 형성했다고 제안했다.
노트는 또한 모세오경의 다섯 권인 창세기, 출애굽기, 레위기, 민수기, 신명기 모두에 대한 주석을 출판했다. 노트는 신명기 서가 여호수아기, 사사기, 사무엘상하, 열왕기상하(신명기 역사서)의 뒤따르는 책들과 더 밀접하게 관련되어 있다고 보았다. 이 이론은 오늘날 널리 받아들여지고 있으며, 구약성경의 역사서에 대한 현재 연구의 틀을 제공한다.

## 저서

### 책
- Noth, Martin (1957). 《Überlieferungsgeschichtliche Studien: Die sammelnden und bearbeitenden Geschichtswerke im Alten Testament》. Tübingen: M. Niemeyer. OCLC 6106170.
- ——— (1958). 《History of Israel: Biblical History》. London: Adam & Charles Black. OCLC 750923003. - Geschichte Israels 번역
- ——— (1959). 《Exodus: a commentary》. Old Testament Library. London: SCM Press. OCLC 913482441. - Das Zzweite Buch Mose : Exodus 번역
- ——— (1962). 《Leviticus: a commentary》. Old Testament Library. London: SCM Press. OCLC 923331089. - Das Dritte Buch Mose: Leviticus 번역
- ——— (1968). 《Numbers: a commentary》. Old Testament Library. London: SCM Press. ISBN 9780334011569. OCLC 925325336. - Das Vierte Buch Mose : Numeri 번역
- ——— (1972). 《A History of Pentateuchal Traditions》. Englewood Cliffs, NJ: Prentice-Hall. ISBN 9780133912357. OCLC 215462.
- ——— (1981). 《The Deuteronomistic History》. Journal for the study of the Old Testament, Supplement series 15. Sheffield, UK: University of Sheffield, Dept. of Biblical Studies. ISBN 9780905774251. OCLC 7642739. - Überlieferungsgeschichtliche Studien 번역

### 논문
- ——— (1938). 《Die Wege der Pharaonenheere in Palästina und Syrien. Untersuchungen zu den hieroglyphischen Listen palästinischer und syrischer Städte. III. Der Aufbau der Palästinaliste Thutmoses III》. 《Zeitschrift des Deutschen Palästina-Vereins》 61. 26–65쪽.
- ——— (1962). 〈The Background of Judges 17-18〉.   Anderson, Bernhard W.; Harrelson, Walter J. 《Israel's Prophetic Heritage: essays in honor of James Muilenburg》. New York: Harper. 68–85쪽. OCLC 5717754.